# Lida Howell
Matilda Scott coniugata Howell, detta Lida (Lebanon, 28 agosto 1859 – Norwood, 20 dicembre 1938), è stata un'arciera statunitense.

## Carriera
Partecipò alle gare di tiro con l'arco ai Giochi olimpici di Saint Louis 1904, dove vinse tre medaglie d'oro nella gara di doppio nazionale, doppio Columbia e nella gara a squadre.
Alla stessa Olimpiade partecipò anche suo padre, Thomas Scott.

## Palmarès
In carriera ha conseguito i seguenti risultati:
- Giochi olimpici

St. Louis 1904: tre medaglie d'oro nella gara di doppio nazionale, doppio Columbia e nella gara a squadre.